# فخرالدین عظیمی
فخرالدین عظیمی (متولد بهمن  ۱۳۳۲) پژوهشگر و استاد تاریخ معاصر ایران است. او هم‌اکنون استاد تاریخ دانشگاه کنتیکت است.
عظیمی در نیمه بهمن ۱۳۳۲ و  فوریه ۱۹۵۴  در تهران متولد شد. تحصیلات خود را در دانشگاه تهران انجام داد، فوق لیسانس خود را از سواس و دکترای تاریخ را در ۱۹۸۵ از دانشگاه آکسفورد دریافت کرد و به آمریکا کوچ کرد و  در این مدت درس‌های مربوط به تاریخ اجتماعی، سیاسی، و فکری خاورمیانه و ایران و اسلام، و نیز درباره تمدن و فرهنگ اروپای دو-سه قرن اخیر را درس داده است. از جمله مهمترین درس‌های او"تاریخ‌نگاری و معرفت شناسی تاریخی" است که در دانشگاه کِنه‌تیکت درس داده و می‌دهد.
عظیمی برنده جایزه انجمن بین‌المللی ایران‌شناسی در سال ۲۰۱۰ است. «بنیاد مصدق» در ژنو نیز جایزهٔ خود را به کتاب در پی مردم‌سالاری، کشاکش صد ساله با خودکامگی در ایران عظیمی اعطا کرده‌است. مقاله آفاق آدمیت عظیمی جایزه بهترین مقاله تألیفی سومین دوره جایزه مهتاب میرزایی را برنده شد.

## آثار
- هویت ایران
- دموکراسی و پوپولیسم
- تاملی بر نگرش سیاسی مصدق
- بحران دموکراسی در ایران
- حاکمیت ملی و دشمنان آن
- در پی مردم‌سالاری، کشاکش صد ساله با خودکامگی در ایران